# 簡文會
簡文會，五代十国时南漢官员，興王府咸寧县（今属佛山市禪城區石灣街道）人。
簡文會自小聰穎，銳意治理學問，喜歡讀書、寫詩和寫文章，個性也十分正直。乾亨年間，高祖劉龑採用楊洞潛意見開进士科，他取得第一名，官尚書右丞。中宗劉晟繼位，建立嚴刑峻法，又殘殺諸王，每次醉後就會暴躁到侍從無法制止。簡文會嘗試上諫，就被貶謫為正州刺史；他在任內律己愛民，盡心規劃民事，視同家鄉一樣，故獲得名聲。不久簡文會去世，他的官所被稱為「魁崗堡」，旁邊的井被稱作「狀元井」。